# Nattergal (film)
|  | Denne artikel er oprettet af botten Steenthbot ud fra en ekstern database. Den kan derfor have sproglige fejl eller mangler. Denne skabelon kan fjernes efter kontrol af indholdet. |

Nattergal er en dansk kortfilm fra 1996 instrueret af Christian Fonnesbech.

## Handling
To unge mennesker, Jacob og Antonio, påkører og dræber ved et tilfælde en motorcyklist, som var i besiddelse af en sportstaske med 15 mill. kroner. Antonios kæreste foreslår, at de skal gemme pengene i 6 mdr. på den betingelse, at de lægger 3 mill kr. til side...